# MLB 2006
Die MLB-Saison 2006, die 105. Saison der Major League Baseball, wurde am 2. April 2006 mit dem Spiel zwischen den Cleveland Indians und den Chicago White Sox eröffnet, welches die White Sox 10-4 gewannen.
Während der Regular Season kämpften 30 Mannschaften in je 162 Spielen um den Einzug in die Play-offs. Jede Mannschaft bestritt 142 Innerleague- und 20 Interleague-Spiele. Spiel 1 der World Series 2006 fand am 21. Oktober statt. Die St. Louis Cardinals gewannen die Finalserie mit 4 zu 1 Spielen gegen die Detroit Tigers.
Das MLB All-Star Game 2006 fand am 11. Juli 2006 im PNC Park, dem Stadion der Pittsburgh Pirates in Pittsburgh statt und endete mit einem 3:2-Sieg der American League. Die siegreiche Liga hatte Heimrecht in den ersten Spielen der World Series.

## Teilnehmende Teams
| American League |                      |         |                    |      |                        |
| East            | East                 | Central | Central            | West | West                   |
|                 | Baltimore Orioles    |         | Chicago White Sox  |      | L.A. Angels of Anaheim |
|                 | Boston Red Sox       |         | Cleveland Indians  |      | Oakland Athletics      |
|                 | New York Yankees     |         | Detroit Tigers     |      | Seattle Mariners       |
|                 | Tampa Bay Devil Rays |         | Kansas City Royals |      | Texas Rangers          |
|                 | Toronto Blue Jays    |         | Minnesota Twins    |      |                        |

| National League |                       |         |                     |      |                      |
| East            | East                  | Central | Central             | West | West                 |
|                 | Atlanta Braves        |         | Chicago Cubs        |      | Arizona Diamondbacks |
|                 | Florida Marlins       |         | Cincinnati Reds     |      | Colorado Rockies     |
|                 | New York Mets         |         | Houston Astros      |      | Los Angeles Dodgers  |
|                 | Philadelphia Phillies |         | Milwaukee Brewers   |      | San Diego Padres     |
|                 | Washington Nationals  |         | Pittsburgh Pirates  |      | San Francisco Giants |
|                 |                       |         | St. Louis Cardinals |      |                      |

## Reguläre Saison

### Kurzerklärung Spielbetrieb und Tabellenaufbau
Die AL und die NL sind jeweils für den Spielbetrieb in drei Divisionen unterteilt. Die Zuordnung erfolgt nach regionalen Kriterien: East, Central und West Division.
Die Tabellenplatzierungen sind für das Erreichen der Postseason verantwortlich: Die drei jeweiligen Divisionssieger und das nach der Winning Percentage zweitbeste Team tragen in drei Runden die Meisterschaft in der American beziehungsweise National League aus. Die jeweiligen Meister treffen dann in der World Series aufeinander.
Die Rangfolge der Mannschaften in der Tabelle ergibt sich während der Saison grundsätzlich aus dem aktuellen Verhältnis von Siegen zu Spielen insgesamt als sogenannte Winning Percentage. Der Grund hierfür liegt in der ungleichmäßigen Verteilung der Spiele über den Kalender, so dass manche Mannschaften zwischenzeitlich drei oder mehr Spiele mehr ausgetragen haben als andere. Damit wird zum Beispiel die Bilanz eines Teams A mit 15 Siegen und 15 Niederlagen (.500 als entsprechende Percentage ausgedrückt) für exakt gleichwertig erachtet mit der Bilanz eines Teams B, das zum gleichen Zeitpunkt 16 Siege und 16 Niederlagen erzielte. Für die Abschlusstabellen ist dies jedoch ohne Belang, da zum Saisonende alle Mannschaften die seit 1961 üblichen 162 Saisonspiele ausgetragen haben. Deshalb reicht die Angabe von Siegen und Niederlagen (Unentschieden sind unüblich).
Mit der Angabe GB (Games Behind) wird dokumentiert, wie groß der Rückstand eines Verfolgers auf den Tabellenersten ist. Hiermit wird ausgedrückt, wie viele Siege der Verfolger bei gleichzeitiger Niederlage des Führenden theoretisch bräuchte, um Gleichstand zu erreichen. Die Angabe GB wird auf 0.5 Spiele genau ausgedrückt: Hat zum Beispiel Mannschaft A 10 Siege und 5 Niederlagen, Mannschaft B hingegen 9 Siege und 5 Niederlagen, würde bereits ein eigener Sieg (ohne Niederlage von A) zu Tabellengleichstand führen.

### Stand nach der regulären Saison

#### American League
| East Division |                      |    |     |      |      |
| PS            | Franchise            | W  | L   | %    | GB   |
| 1             | New York Yankees     | 97 | 65  | .599 | –    |
|               | Toronto Blue Jays    | 87 | 75  | .537 | 10.0 |
|               | Boston Red Sox       | 86 | 76  | .531 | 11.0 |
|               | Baltimore Orioles    | 70 | 92  | .432 | 27.0 |
|               | Tampa Bay Devil Rays | 61 | 101 | .377 | 36.0 |

| Central Division |                    |    |     |      |      |
| PS               | Franchise          | W  | L   | %    | GB   |
| 2                | Minnesota Twins    | 96 | 66  | .593 | –    |
| 4                | Detroit Tigers     | 95 | 67  | .586 | 1.0  |
|                  | Chicago White Sox  | 90 | 72  | .556 | 6.0  |
|                  | Cleveland Indians  | 78 | 84  | .481 | 18.0 |
|                  | Kansas City Royals | 62 | 100 | .383 | 34.0 |

| West Division |                    |    |    |      |      |
| PS            | Franchise          | W  | L  | %    | GB   |
| 3             | Oakland Athletics  | 93 | 69 | .574 | –    |
|               | Los Angeles Angels | 89 | 73 | .549 | 4.0  |
|               | Texas Rangers      | 80 | 82 | .494 | 13.0 |
|               | Seattle Mariners   | 78 | 84 | .481 | 15.0 |

#### National League
| East Division |                       |    |    |      |      |
| PS            | Franchise             | W  | L  | %    | GB   |
| 1             | New York Mets         | 97 | 65 | .599 | –    |
|               | Philadelphia Phillies | 85 | 77 | .525 | 12.0 |
|               | Atlanta Braves        | 79 | 83 | .488 | 18.0 |
|               | Florida Marlins       | 78 | 84 | .481 | 19.0 |
|               | Washington Nationals  | 71 | 91 | .438 | 26.0 |

| Central Division |                     |    |    |      |      |
| PS               | Franchise           | W  | L  | %    | GB   |
| 3                | St. Louis Cardinals | 83 | 78 | .516 | –    |
|                  | Houston Astros      | 82 | 80 | .506 | 1.5  |
|                  | Cincinnati Reds     | 80 | 82 | .494 | 3.5  |
|                  | Milwaukee Brewers   | 75 | 87 | .463 | 8.5  |
|                  | Pittsburgh Pirates  | 67 | 95 | .414 | 16.5 |
|                  | Chicago Cubs        | 66 | 96 | .407 | 17.5 |

| West Division |                      |    |    |      |      |
| PS            | Franchise            | W  | L  | %    | GB   |
| 2             | San Diego Padres     | 88 | 74 | .543 | –    |
| 4             | Los Angeles Dodgers  | 88 | 74 | .543 | –    |
|               | San Francisco Giants | 76 | 85 | .472 | 11.5 |
|               | Arizona Diamondbacks | 76 | 86 | .469 | 12.0 |
|               | Colorado Rockies     | 76 | 86 | .469 | 12.0 |

Grün eingefärbt sind die Teams, die sich für die Postseason qualifizieren konnten. PS = Postseason; Zahl = Rang auf Setzliste

W = Wins (Siege), L = Losses (Niederlagen), % = Winning Percentage, GB = Games Behind (Rückstand auf Führenden: Zahl der notwendigen Niederlagen des Führenden bei gleichzeitigem eigenen Sieg) 

## Postseason

### Modus und Teilnehmer
Ab Anfang Oktober werden die Division Series und anschließend die jeweilige Championship Series ausgespielt. Hierzu treffen zunächst die beiden Wild-Card Gewinner in einem Spiel auf einander. Die drei Division-Sieger und das Wild-Card Team treffen in zwei Division-Series Begegnungen im Best-of-Five-Modus aufeinander (ALDS bzw. NLDS = American oder National League Division Series). Anschließend spielen die Sieger der Division-Series-Begegnungen im Best-of-Seven-Verfahren den jeweiligen League-Champion aus (ALCS bzw. NLCS = American oder National League Championship Series).

### Überblick
In der Postseason kam es zu folgenden Ergebnissen:
|  | League Division Series | League Division Series | League Division Series |     |                  | League Championship Series | League Championship Series | League Championship Series |  |  | World Series | World Series | World Series |
|  |                        |                        |                        |     |                  |                            |                            |                            |  |  |              |              |              |
|  | 1                      | New York Yankees       | 1                      |     |                  |                            |                            |                            |  |  |              |              |              |
|  | 4                      | Detroit Tigers         | 3                      |     |                  |                            |                            |                            |  |  |              |              |              |
|  | 4                      | Detroit Tigers         | 3                      | 4   | Detroit Tigers   | 4                          |                            |                            |  |  |              |              |              |
|  | American League        |                        |                        | 4   | Detroit Tigers   | 4                          |                            |                            |  |  |              |              |              |
|  |                        | 3                      | Oakland Athletics      | 0   |                  |                            |                            |                            |  |  |              |              |              |
|  | 2                      | 3                      | Oakland Athletics      | 0   | Minnesota Twins  | 0                          |                            |                            |  |  |              |              |              |
|  | 2                      |                        |                        |     | Minnesota Twins  | 0                          |                            |                            |  |  |              |              |              |
|  | 3                      | Oakland Athletics      | 3                      |     |                  |                            |                            |                            |  |  |              |              |              |
|  |                        |                        |                        | AL4 | Detroit Tigers   | 1                          |                            |                            |  |  |              |              |              |
|  |                        | NL3                    | St. Louis Cardinals    | 4   |                  |                            |                            |                            |  |  |              |              |              |
|  | 1                      | New York Mets          | 3                      |     |                  |                            |                            |                            |  |  |              |              |              |
|  | 4                      | Los Angeles Dodgers    | 0                      |     |                  |                            |                            |                            |  |  |              |              |              |
|  | 4                      | Los Angeles Dodgers    | 0                      | 1   | New York Mets    | 3                          |                            |                            |  |  |              |              |              |
|  | National League        |                        |                        | 1   | New York Mets    | 3                          |                            |                            |  |  |              |              |              |
|  |                        | 3                      | St. Louis Cardinals    | 4   |                  |                            |                            |                            |  |  |              |              |              |
|  | 2                      | 3                      | St. Louis Cardinals    | 4   | San Diego Padres | 1                          |                            |                            |  |  |              |              |              |
|  | 2                      |                        |                        |     | San Diego Padres | 1                          |                            |                            |  |  |              |              |              |
|  | 3                      | St. Louis Cardinals    | 3                      |     |                  |                            |                            |                            |  |  |              |              |              |

ALDS, NLDS (Division Series): Best-of-Five; ALCS, NLCS (Championship Series): Best-of-Seven

### Division Series

#### American League Division Series
| Spiel                                 | Datum      | Gast             | Ergebnis | Heim             | Stand | Ort            | Spielzeit | Zuschauer | Box   |
| ------------------------------------- | ---------- | ---------------- | -------- | ---------------- | ----- | -------------- | --------- | --------- | ----- |
| 1                                     | 3. Oktober | Detroit Tigers   | 4–8      | New York Yankees | 0–1   | Yankee Stadium | 3:14      | 56.291    | [ 2 ] |
| 2                                     | 5. Oktober | Detroit Tigers   | 4–3      | New York Yankees | 1–1   | Yankee Stadium | 3:15      | 56.252    | [ 3 ] |
| 3                                     | 6. Oktober | New York Yankees | 0–6      | Detroit Tigers   | 1–2   | Comerica Park  | 3:05      | 43.440    | [ 4 ] |
| 4                                     | 7. Oktober | New York Yankees | 3–8      | Detroit Tigers   | 1–3   | Comerica Park  | 2:54      | 43.126    | [ 5 ] |
| Detroit Tigers gewinnen die Serie 3–1 |            |                  |          |                  |       |                |           |           |       |

| Spiel                                    | Datum      | Gast              | Ergebnis | Heim              | Stand | Ort                | Spielzeit | Zuschauer | Box   |
| ---------------------------------------- | ---------- | ----------------- | -------- | ----------------- | ----- | ------------------ | --------- | --------- | ----- |
| 1                                        | 3. Oktober | Oakland Athletics | 3–2      | Minnesota Twins   | 1–0   | Humphrey Metrodome | 2:19      | 55.542    | [ 6 ] |
| 2                                        | 4. Oktober | Oakland Athletics | 5–2      | Minnesota Twins   | 2–0   | Humphrey Metrodome | 3:02      | 55.710    | [ 7 ] |
| 3                                        | 6. Oktober | Minnesota Twins   | 3–8      | Oakland Athletics | 0–3   | McAfee Coliseum    | 2:55      | 35.694    | [ 8 ] |
| Oakland Athletics gewinnen die Serie 3–0 |            |                   |          |                   |       |                    |           |           |       |

#### National League Division Series
| Spiel                                | Datum      | Gast                | Ergebnis | Heim                | Stand | Ort            | Spielzeit | Zuschauer | Box    |
| ------------------------------------ | ---------- | ------------------- | -------- | ------------------- | ----- | -------------- | --------- | --------- | ------ |
| 1                                    | 4. Oktober | Los Angeles Dodgers | 5–6      | New York Mets       | 0–1   | Shea Stadium   | 3:05      | 56.979    | [ 9 ]  |
| 2                                    | 5. Oktober | Los Angeles Dodgers | 1–4      | New York Mets       | 0–2   | Shea Stadium   | 2:57      | 57.029    | [ 10 ] |
| 3                                    | 7. Oktober | New York Mets       | 9–5      | Los Angeles Dodgers | 3–0   | Dodger Stadium | 3:51      | 56.293    | [ 11 ] |
| New York Mets gewinnen die Serie 3–0 |            |                     |          |                     |       |                |           |           |        |

| Spiel                                      | Datum      | Gast                | Ergebnis | Heim                | Stand | Ort           | Spielzeit | Zuschauer | Box    |
| ------------------------------------------ | ---------- | ------------------- | -------- | ------------------- | ----- | ------------- | --------- | --------- | ------ |
| 1                                          | 3. Oktober | St. Louis Cardinals | 5–1      | San Diego Padres    | 1–0   | PETCO Park    | 2:54      | 43.107    | [ 12 ] |
| 2                                          | 5. Oktober | St. Louis Cardinals | 2–0      | San Diego Padres    | 2–0   | PETCO Park    | 2:54      | 43.463    | [ 13 ] |
| 3                                          | 7. Oktober | San Diego Padres    | 3–1      | St. Louis Cardinals | 1–2   | Busch Stadium | 3:33      | 46.634    | [ 14 ] |
| 4                                          | 8. Oktober | San Diego Padres    | 2–6      | St. Louis Cardinals | 1–3   | Busch Stadium | 2:44      | 46.476    | [ 15 ] |
| St. Louis Cardinals gewinnen die Serie 3–1 |            |                     |          |                     |       |               |           |           |        |

### Championship Series

#### American League Championship Series
| Spiel                                 | Datum       | Gast              | Ergebnis | Heim              | Stand | Ort             | Spielzeit | Zuschauer | Box    |
| ------------------------------------- | ----------- | ----------------- | -------- | ----------------- | ----- | --------------- | --------- | --------- | ------ |
| 1                                     | 10. Oktober | Detroit Tigers    | 5–1      | Oakland Athletics | 1–0   | McAfee Coliseum | 3:20      | 35.655    | [ 16 ] |
| 2                                     | 11. Oktober | Detroit Tigers    | 8–5      | Oakland Athletics | 2–0   | McAfee Coliseum | 3:06      | 36.168    | [ 17 ] |
| 3                                     | 13. Oktober | Oakland Athletics | 0–3      | Detroit Tigers    | 0–3   | Comerica Park   | 2:57      | 41.669    | [ 18 ] |
| 4                                     | 14. Oktober | Oakland Athletics | 3–6      | Detroit Tigers    | 0–4   | Comerica Park   | 3:23      | 42.967    | [ 19 ] |
| Detroit Tigers gewinnen die Serie 4–0 |             |                   |          |                   |       |                 |           |           |        |

Zum MVP der ALCS wurde Plácido Polanco (DET) gewählt.

#### National League Championship Series
| Spiel                                      | Datum       | Gast                | Ergebnis | Heim                | Stand | Ort           | Spielzeit | Zuschauer | Box    |
| ------------------------------------------ | ----------- | ------------------- | -------- | ------------------- | ----- | ------------- | --------- | --------- | ------ |
| 1                                          | 12. Oktober | St. Louis Cardinals | 0–2      | New York Mets       | 0–1   | Shea Stadium  | 2:52      | 56.311    | [ 20 ] |
| 2                                          | 13. Oktober | St. Louis Cardinals | 9–6      | New York Mets       | 1–1   | Shea Stadium  | 3:58      | 56.349    | [ 21 ] |
| 3                                          | 14. Oktober | New York Mets       | 0–5      | St. Louis Cardinals | 1–2   | Busch Stadium | 2:53      | 47.053    | [ 22 ] |
| 4                                          | 15. Oktober | New York Mets       | 12–5     | St. Louis Cardinals | 2–2   | Busch Stadium | 3:31      | 46.600    | [ 23 ] |
| 5                                          | 17. Oktober | New York Mets       | 2–4      | St. Louis Cardinals | 2–3   | Busch Stadium | 3:26      | 46.496    | [ 24 ] |
| 6                                          | 18. Oktober | St. Louis Cardinals | 2–4      | New York Mets       | 3–3   | Shea Stadium  | 2:56      | 56.334    | [ 25 ] |
| 7                                          | 19. Oktober | St. Louis Cardinals | 3–1      | New York Mets       | 4–3   | Shea Stadium  | 3:23      | 56.357    | [ 26 ] |
| St. Louis Cardinals gewinnen die Serie 4–3 |             |                     |          |                     |       |               |           |           |        |

Zum MVP der NLCS wurde Jeff Suppan (STL) gewählt.

### World Series
Es standen sich der Champion der American League, die Detroit Tigers und der Champion der National League, die St. Louis Cardinals gegenüber. Sieger der „Best of Seven“-Serie waren die St. Louis Cardinals in nur fünf Spielen. Die Cardinals gewannen die Spiele 1, 3, 4, und 5. Die Detroit Tigers konnten nur Spiel 2 für sich entscheiden. Zum MVP der World Series wurde David Eckstein gewählt.
| Spiel                                     | Datum       | Gast                | Ergebnis | Heim                | Stand | Ort           | Spielzeit | Zuschauer | Box    |
| ----------------------------------------- | ----------- | ------------------- | -------- | ------------------- | ----- | ------------- | --------- | --------- | ------ |
| 1                                         | 21. Oktober | St. Louis Cardinals | 7–2      | Detroit Tigers      | 1–0   | Comerica Park | 2:54      | 42.479    | [ 27 ] |
| 2                                         | 22. Oktober | St. Louis Cardinals | 1–3      | Detroit Tigers      | 1–1   | Comerica Park | 2:55      | 42.533    | [ 28 ] |
| 3                                         | 24. Oktober | Detroit Tigers      | 0–5      | St. Louis Cardinals | 1–2   | Busch Stadium | 3:03      | 46.513    | [ 29 ] |
| 4                                         | 26. Oktober | Detroit Tigers      | 4–5      | St. Louis Cardinals | 1–3   | Busch Stadium | 3:35      | 46.470    | [ 30 ] |
| 5                                         | 27. Oktober | Detroit Tigers      | 2–4      | St. Louis Cardinals | 1–4   | Busch Stadium | 2:56      | 46.638    | [ 31 ] |
| St. Louis Cardinals gewinnt die Serie 4–1 |             |                     |          |                     |       |               |           |           |        |

## Spielerstatistik

### Hitting
|      | American League | American League | American League | National League | National League | National League |
| Stat | Player          | Team            | Total           | Player          | Team            | Total           |
| ---- | --------------- | --------------- | --------------- | --------------- | --------------- | --------------- |
| AVG  | Joe Mauer       | MIN             | .347            | Freddy Sanchez  | PIT             | .344            |
| HR   | David Ortiz     | BOS             | 54              | Ryan Howard     | PHI             | 58              |
| RBI  | David Ortiz     | BOS             | 137             | Ryan Howard     | PHI             | 149             |
| SB   | Carl Crawford   | TB              | 58              | José Reyes      | NYM             | 64              |

### Pitching
|      | American League               | American League | American League | National League                                                             | National League     | National League |
| Stat | Player                        | Team            | Total           | Player                                                                      | Team                | Total           |
| ---- | ----------------------------- | --------------- | --------------- | --------------------------------------------------------------------------- | ------------------- | --------------- |
| W    | Johan Santana Chien-Ming Wang | MIN NYY         | 19              | Aaron Harang Derek Lowe Brad Penny John Smoltz Brandon Webb Carlos Zambrano | CIN LAD ATL ARI CHC | 16              |
| ERA  | Johan Santana                 | MIN             | 2.77            | Roy Oswalt                                                                  | HOU                 | 2.98            |
| K    | Johan Santana                 | MIN             | 245             | Aaron Harang                                                                | CIN                 | 216             |
| SV   | Francisco Rodríguez           | LAA             | 47              | Trevor Hoffman                                                              | SD                  | 46              |

## Ehrungen und Auszeichnungen

### Regular Season
| Award                       | American League      | National League         |
| --------------------------- | -------------------- | ----------------------- |
| MLB Most Valuable Player    | Hanley Ramírez (FLA) | Justin Verlander (DET)  |
| Rookie of the Year          | Dustin Pedroia (BOS) | Ryan Braun (MIL)        |
| Cy Young Award              | Brandon Webb (ARI)   | Johan Santana (MIN)     |
| Comeback Player of the Year | Jim Thome (CWS)      | Nomar Garciaparra (LAD) |
| Hank Aaron Award            | Derek Jeter (NYY)    | Ryan Howard (PHI)       |
| TSN Player of the Year      | Ryan Howard (PHI)    | Ryan Howard (PHI)       |

### Spieler des Monats
| Monat     | American League | National League |
| --------- | --------------- | --------------- |
| April     | Jason Giambi    | Albert Pujols   |
| Mai       | Alex Rodriguez  | Jason Bay       |
| Juni      | Joe Mauer       | David Wright    |
| Juli      | David Ortiz     | Chase Utley     |
| August    | Travis Hafner   | Ryan Howard     |
| September | Robinson Canó   | Ryan Howard     |

### Pitcher des Monats
| Monat     | American League | National League |
| --------- | --------------- | --------------- |
| April     | José Contreras  | Greg Maddux     |
| Mai       | CC Sabathia     | Jason Schmidt   |
| Juni      | Johan Santana   | Chris Young     |
| Juli      | John Lackey     | Carlos Zambrano |
| August    | Esteban Loaiza  | Derek Lowe      |
| September | Johan Santana   | Roy Oswalt      |

### Rookie des Monats
| Monat     | American League   | National League        |
| --------- | ----------------- | ---------------------- |
| April     | Jonathan Papelbon | Prince Fielder         |
| Mai       | Justin Verlander  | Josh Johnson           |
| Juni      | Francisco Liriano | Josh Johnson Dan Uggla |
| Juli      | Francisco Liriano | Josh Barfield          |
| August    | Nick Markakis     | Chris Duncan           |
| September | Boof Bonser       | Aníbal Sánchez         |